# Culex atriceps
Culex atriceps är en tvåvingeart som beskrevs av Edwards 1926. Culex atriceps ingår i släktet Culex och familjen stickmyggor. Inga underarter finns listade i Catalogue of Life.